# Pogostemon
Pogostemon is een geslacht uit de lipbloemenfamilie (Lamiaceae). De soorten komen voor in delen van Afrika, (sub)tropisch Azië en in het noordwesten van het Pacifisch gebied. Een bekende soort is de patchoeli (Pogostemon cablin), waaruit een etherische olie gewonnen wordt voor in parfums en wierook.

## Soorten
- Pogostemon amaranthoides Benth.
- Pogostemon andersonii (Prain) Panigrahi
- Pogostemon aquaticus (C.H.Wright) Press
- Pogostemon atropurpureus Benth.
- Pogostemon auricularius (L.) Hassk.
- Pogostemon barbatus Bhoti & Ingr.
- Pogostemon benghalensis (Burm.f.) Kuntze
- Pogostemon brachystachyus Benth.
- Pogostemon cablin (Blanco) Benth.
- Pogostemon chinensis C.Y.Wu & Y.C.Huang
- Pogostemon crassicaulis (Benth.) Press
- Pogostemon cristatus Hassk.
- Pogostemon cruciatus (Benth.) Kuntze
- Pogostemon dasianus A.B.De & Mukerjee
- Pogostemon deccanensis (Panigrahi) Press
- Pogostemon dielsianus Dunn
- Pogostemon elatispicatus Bhoti & Ingr.
- Pogostemon elsholtzioides Benth.
- Pogostemon erectus (Dalzell) Kuntze
- Pogostemon falcatus (C.Y.Wu) C.Y.Wu & H.W.Li
- Pogostemon fauriei (H.Lév.) Press
- Pogostemon formosanus Oliv.
- Pogostemon fraternus Miq.
- Pogostemon gardneri Hook.f.
- Pogostemon glaber Benth.
- Pogostemon glabratus Chermsir. ex Press
- Pogostemon globulosus Phuong ex Suddee & A.J.Paton
- Pogostemon griffithii Prain
- Pogostemon hedgei V.S.Kumar & B.D.Sharma
- Pogostemon helferi (Hook.f.) Press
- Pogostemon henanensis Gang Yao
- Pogostemon heyneanus Benth.
- Pogostemon hirsutus Benth.
- Pogostemon hispidocalyx C.Y.Wu & Y.C.Huang
- Pogostemon hispidus (Benth.) Prain
- Pogostemon kachinensis (Mukerjee) Panigrahi
- Pogostemon koehneanus (Muschl.) Press
- Pogostemon latifolius (C.Y.Wu & Y.C.Huang) Gang Yao
- Pogostemon linearis (Benth.) Kuntze
- Pogostemon litigiosus Doan ex Suddee & A.J.Paton
- Pogostemon macgregorii W.W.Sm.
- Pogostemon manipurensis V.S.Kumar
- Pogostemon membranaceus Merr.
- Pogostemon menthoides Blume
- Pogostemon micangensis G.Taylor
- Pogostemon mollis Benth.
- Pogostemon mutamba (Hiern) G.Taylor
- Pogostemon myosuroides (Roth) Kuntze
- Pogostemon nelsonii Doan ex Suddee & A.J.Paton
- Pogostemon nepetoides Stapf
- Pogostemon nilagiricus Gamble
- Pogostemon nudus Bongch. & Pramali
- Pogostemon paludosus Benth.
- Pogostemon paniculatus (Willd.) Benth.
- Pogostemon parviflorus Benth.
- Pogostemon peethapushpum Pradeep
- Pogostemon peguanus (Prain) Press
- Pogostemon pentagonus (C.B.Clarke ex Hook.f.) Kuntze
- Pogostemon petelotii Doan ex Gang Yao, Y.F.Deng & X.J.Ge
- Pogostemon petiolaris Benth.
- Pogostemon philippinensis S.Moore
- Pogostemon plectranthoides Desf.
- Pogostemon pressii Panigrahi
- Pogostemon pubescens Benth.
- Pogostemon pumilus (Graham) Press
- Pogostemon purpurascens Dalzell
- Pogostemon quadrifolius (Roxb. ex D.Don) F.Muell.
- Pogostemon raghavendranii R.Murugan & Livingst.
- Pogostemon reflexus Benth.
- Pogostemon reticulatus Merr.
- Pogostemon rogersii N.E.Br.
- Pogostemon rotundatus Benth.
- Pogostemon rugosus (Hook.f.) El Gazzar & L.Watson
- Pogostemon rupestris Benth.
- Pogostemon salicifolius (Dalzell ex Hook.f.) El Gazzar & L.Watson
- Pogostemon sampsonii (Hance) Press
- Pogostemon septentrionalis C.Y.Wu & Y.C.Huang
- Pogostemon speciosus Benth.
- Pogostemon stellatus (Lour.) Kuntze
- Pogostemon stocksii (Hook.f.) Press
- Pogostemon strigosus (Benth.) Benth.
- Pogostemon szemaoensis (C.Y.Wu & S.J.Hsuan) Press
- Pogostemon tisserantii (Pellegr.) Bhoti & Ingr.
- Pogostemon travancoricus Bedd.
- Pogostemon trinervis Chermsir. ex Press
- Pogostemon tuberculosus Benth.
- Pogostemon velatus Benth.
- Pogostemon vestitus Benth.
- Pogostemon villosus (Roxb.) Benth.
- Pogostemon wattii C.B.Clarke
- Pogostemon wightii Benth.
- Pogostemon williamsii Elmer
- Pogostemon xanthiifolius C.Y.Wu & Y.C.Huang
- Pogostemon yatabeanus (Makino) Press

... · 
Ajuga (Zenegroen) · 
Anisomeles · 
Ballota (Ballote) · 
Basilicum · 
Cleonia · 
Clinopodium (Steentijm) · 
Dasymalla · 
Galeopsis (Hennepnetel) · 
Glechoma · 
Haplostachys · 
Hemiandra · 
Hyssopus · 
Lagochilus · 
Lamiastrum · 
Lamium (Dovenetel) · 
Lavandula (Lavendel) · 
Leonurus · 
Lycopus · 
Marrubium · 
Melissa (Melisse) · 
Mentha (Munt) · 
Nepeta (Kattenkruid) · 
Ocimum (Basilicum) · 
Origanum (Marjolein) · 
Perovskia · 
Phlomis · 
Prunella (Brunel) · 
Renschia · 
Rosmarinus · 
Salvia (Salie) · 
Satureja (Bonenkruid) · 
Scutellaria (Glidkruid) · 
Stachys (Andoorn) · 
Teucrium (Gamander) · 
Thymus (Tijm) · 
Vitex · 
Westringia · 
...